# Marc le Téméraire
Pour les articles homonymes, voir Téméraire.
Marc le Téméraire est une série de bande-dessinée d'espionnage parue en 1943 en France dans le journal Le Téméraire. Elle est scénarisée et dessinée par Francis Josse.
La série est ancrée dans le contexte de la collaboration pendant l'occupation nazie. Le héros est ainsi un espion français qui combat des méchants communistes ou des méchants Anglais.